# Borough
Els boroughs (traduït habitualment per "districtes") són circumscripcions administratives d'una gran ciutat a nombrosos països anglosaxons, comparables als districtes municipals, o de vegades circumscripcions més grans equivalents als comtats dels Estats Units, semblants als districtes alemanys o francesos. La paraula borough deriva de l'antiquada burh, que fa referència a un assentament fortificat.

## Regne Unit
En general, un borough és:
- una divisió d'una vila o ciutat
- una vila que no té l'estatut de ciutat. Segons aquest sentit, un borough tindria un batlle, i una ciutat un Lord Mayor.

### Londres
Londres està constituït, a més a més de la "ciutat de Londres" (un barri actualment dedicat exclusivament als negocis), per 32 boroughs.

## Estats Units

### Nova York
Nova York està composta de cinc districtes (boroughs): Manhattan, Brooklyn, Queens, el Bronx i Staten Island. En català, es tradueixen (però es tracta d'una aproximació) els boroughs de Nova York per districtes i en francès per arrondissements.

### Alaska
A Alaska, les divisions administratives equivalents als comtats de la majoria d'estats són anomenades boroughs.